# Léon Poirier
Léon Poirier, pseudonimo di Louis Marie Léon Alfred Poirier (Parigi, 25 agosto 1884 – Urval, 27 giugno 1968), è stato un regista cinematografico e direttore teatrale francese.

## Biografia
Nipote di Berthe Morisot, pittore impressionista, Poirier frequentò la scuola secondaria di Sainte-Croix de Neuilly, diplomandosi nel 1901; iniziò la sua carriera nel mondo del teatro come segretario del teatro Gymnasium. Rimase vedovo dopo otto mesi di matrimonio e si risposò nel 1908 con Jeanne. Dopo aver gestito due teatri parigini, Le Théâtre e La Comédie des Champs Élysées, nel 1914 si avvicinò al cinema, girando alcuni film patriottici durante la prima guerra mondiale, alla quale partecipò diventando tenente.
Dopo la guerra, nel 1919, fu promosso direttore artistico delle produzioni Gaumont. Tra i suoi primi film di successo, Le Penseur (1920), Jocelyn (1922), L'Affaire du courrier de Lyon (1923), La Brière (1924). Dopo di che si dedicò ai documentari, registrati soprattutto in Africa e in Asia.
Fu grazie a La Croisière noire, girato assieme all'operatore Georges Specht, che scoprì l'Africa nel 1925 e ottenne consensi e successo.
Nel 1936 riconquistò il favore del pubblico, sia in Francia che all'estero, con il suo film L'Appel du silenzio sur la vie du Père de Foucauld; questo film è considerato il suo capolavoro.
Si ritirò quindi a Urval, città di cui fu sindaco dal 1959 fino alla sua morte nel 1968.
Lascia un'autobiografia intitolata À la recherche d'autre chose.

## Opere
- Le Penseur (1920);
- Jocelyn (1922);
- L'Affaire du courrier de Lyon (1923);
- La Brière (1924);
- La Croisière noire (1925);
- L'Appel du silenzio sur la vie du Père de Foucauld (1936).